# Río Chamán
Der Río Chamán ist ein 62 km (einschließlich Quellfluss Quebrada San Gregorio 85 km) langer Zufluss des Pazifischen Ozeans im Nordwesten von Peru in den Regionen Cajamarca und La Libertad. Die Quellregion des Río Chamán liegt in der peruanischen Westkordillere. Das Einzugsgebiet umfasst eine Fläche von 1569 km².

## Quellflüsse
Der 23 km lange Fluss Quebrada San Gregorio entspringt nordöstlich von San Gregorio im Distrikt Unión Agua Blanca auf einer Höhe von etwa 2800 m (⊙). Von dort fließt er in überwiegend südwestlicher Richtung durch das Bergland.
Der 19 km lange Río San José entspringt südlich von San Gregorio auf einer Höhe von etwa 1500 m (⊙) und durchfließt im Anschluss das Tal der Ortschaft San José in südlicher Richtung, bevor er sich auf den unteren 8 Kilometern nach Westen wendet.

## Flusslauf
Der Río Chamán entsteht am Zusammenfluss seiner beiden Quellflüsse Quebrada San Gregorio (rechts) und Río San José (links) nahe der Hacienda Mirador auf einer Höhe von etwa 400 m. Der Río Chamán trägt auch die Bezeichnungen Río Loco Chamán und Río Loco del Chamán. Er strömt in überwiegend westlicher Richtung durch ein breites Andental und erreicht nach 22 km die Küstenebene. Bei Flusskilometer 40 kreuzt ein in Nord-Süd-Richtung verlaufender Bewässerungskanal (⊙) den Fluss. Bei Flusskilometer 24 passiert er die Kleinstadt Pueblo Nuevo, bei Flusskilometer 12 die Ortschaft Santa Rosa. Dabei umfließt der Río Chamán nördlich einen niedrigen Höhenrücken, der in knapp 9 Kilometern Entfernung parallel zur Küste verläuft. Auf seinen letzten Kilometern führt der Río Chamán gewöhnlich kaum Wasser. Er erreicht schließlich die Pazifikküste, wo ihn meist eine Sandbank vom Meer trennt.
Entlang des gesamten Flusslaufs wird auf bewässerten Anbauflächen Landwirtschaft betrieben. Die Nationalstraße 100 folgt den Flussläufen von Quebrada San Gregorio und Río Chamán.